# Ciermięcice

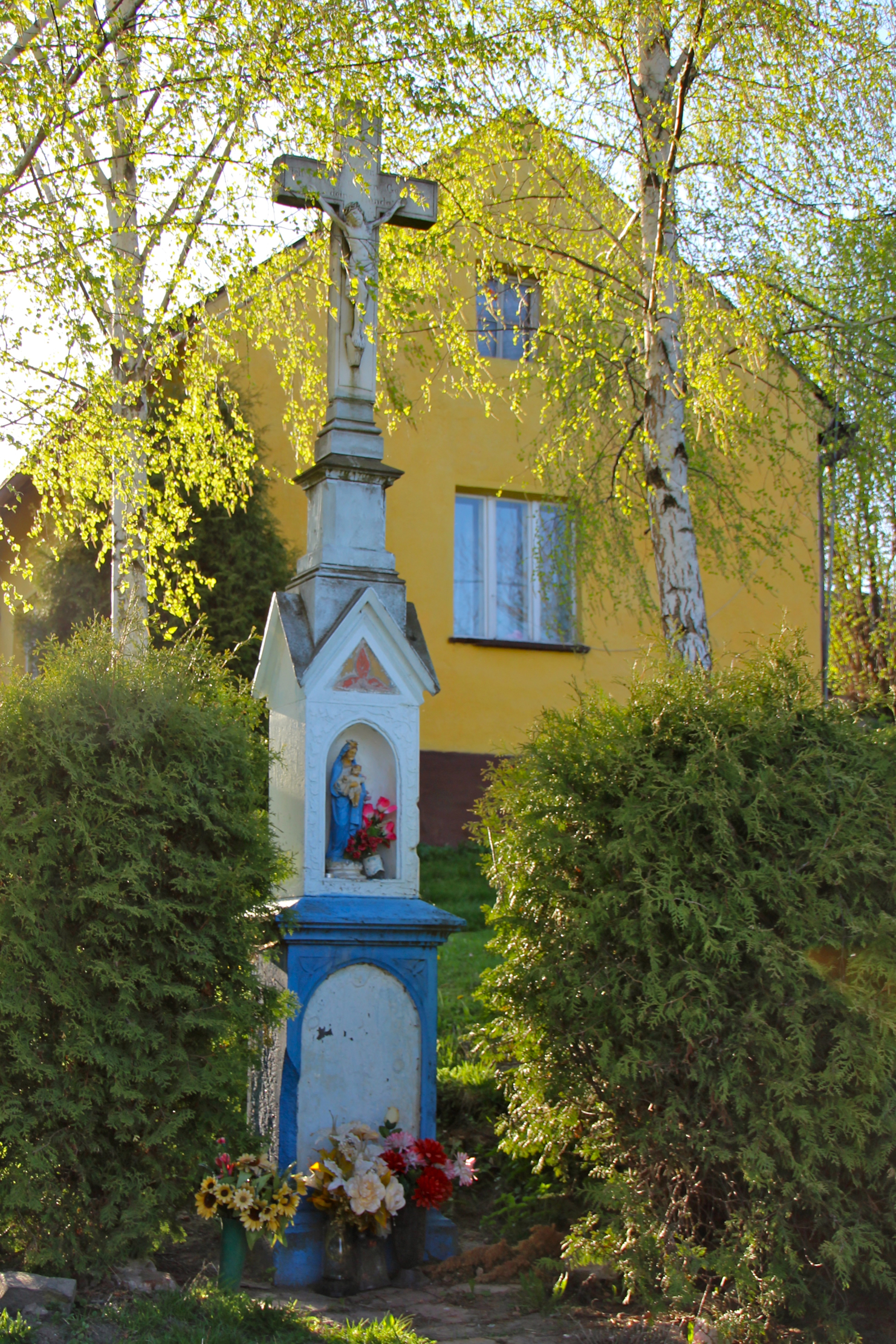
2012

Ciermięcice (do roku 2009 též Ciermęcice, česky Trmantice, německy Türmitz nebo dávněji Tirmanz, Termitz) je ves v jižním Polsku, v Opolském vojvodství, v okrese Hlubčice, ve gmině Hlubčice, v jihovýchodní části Zlatohorské vrchoviny. Název vesnice byl ustálen v roce 2009 (předtím se užíval i název Ciermęcice). Ves prakticky navazuje na krnovskou zástavbu podél Hlubčické ulice tam, kde před státní hranicí končí krnovská zahrádkářská kolonie U Hranice.

## Příroda
Vesnice se nachází v přírodním parku (polsky obszar chronionego krajobrazu) Rajón Mokre - Lewice. Vesnicí protéká Potok Ciermięcicki (česky Trmantický potok nebo "Thirmický potok"), levý přítok řeky Opavy v Krnově. Směrem na ves Chróstno se nachází kopec Zaleska Górka (416 m n. m.).
Směrem na ves Bliszczyce se nachází kopec Barania Kopa (411,3 m n. m., též Ciermięcicka Góra, Czeska Górka nebo Czeska Góra, česky Obecní kopec). Z Obecního kopce teče Obecní potok, levý přítok řeky Opavy v Krnově mezi zahrádkářskými osadami Vysoký břeh a Riviéra. Barania Kopa (411,3 m n. m.; na mapě na kříži na vrcholu kopce je chybně uvedena hodnota 416 m n. m.) je jednou ze zastávek polské turistické cesty Bronisława Juzwiszyna (†; učitel Zasadnicze Szkoły Ogrodnicze v Bliszczycích), která vede v okolí vsi Bliszczyce a je obklopena několika křížovými zastaveními. Obecní kopec patřil do roku 1959 městu Krnovu a na jeho temeni se těsně v poválečných letech zapalovala vatra 6. července v den Husovy smrti. V 60. letech zde stála salaš (polsky bacówka) a na louce se pásly ovce. V 80. a v první půlce 90. let 20. století zde byl 300 metrů dlouhý lyžařský vlek. Barania Kopa a blízká Łysa Góra (368 m n. m.) nabízí také vhodný cvicný terén (krásný travnatý svah s možností přistávání trochu pod vrcholem) pro paragliding a letecké modeláře. Od roku 2010 je kopec zalesňován duby a buky. Na vrcholu kopce je schovaná cache (N 50° 06.188 E 017° 44.142 ; UTM: 33U E 695626 N 5553681). Na tomto kopci též stávala městská šibenice, na kterou byli věšeni odsouzení z Krnova a okolí.

## Hospodářství
- okrasné zahradnictví Milin[11]

## Doprava
Ve vesnici se nachází silniční hraniční přechod do Česka Ciermięcice - Krnov (Hlubčická ulice) pro osobní vozidla.